# Grimpa-soques rogenc
El grimpa-soques rogenc (Dendrocincla homochroa) és una espècie d'ocell de la família dels furnàrids (Furnariidae).

## Hàbitat i distribució
Habita boscos, clars i matolls espesos de les terres baixes des de Mèxic cap al sud, fins Panamà, nord de Colòmbia i oest de Veneçuela.